# Hrvatski parlamentarni izbori 2015.
Izbori za Osmi saziv Hrvatskog sabora održani su 8. studenoga 2015. godine. Birači su birali svih 151 zastupnika Hrvatskog sabora: 140 iz deset izbornih jedinica na teritoriju Republike Hrvatske, 3 predstavnika dijaspore i 8 predstavnika nacionalnih manjina. 

## Procedura od raspuštanja Sabora do izbora
Dotadašnji 7. saziv Hrvatskog sabora raspušten je 28. rujna 2015. godine.
Predsjednica je 5. listopada 2015. godine donijela odluku da će izbori biti održani 8. studenoga 2015.

### Kandidature
Prijedlozi kandidacijskih lista i kandidatura moraju prispjeti Državnom izbornom povjerenstvu Republike Hrvatske najkasnije u roku od 14 dana od dana stupanja na snagu odluke o raspisivanju izbora. Ponedjeljak, 19. listopada 2015. godine bio je posljednji dan za dostavu kandidacijskih lista Državnom izbornom povjerenstvu, kada u ponoć počinje 48 satni rok u kojemu DIP treba provjeriti i objaviti zbirne liste kandidatura po izbornim jedinicama, nakon čega počinje službena kampanja.

### Izborna kampanja
Izborna kampanja počela je 21. listopada 2015. godine a trajala je 16 dana, do 6. studenoga 2015. godine kada je nastupila izborna šutnja do zatvaranja birališta 8. studenoga 2015. godine.

### Izborna šutnja
Državno izborno povjerenstvo podsjetilo je da se na dan održavanja izbora do zatvaranja birališta, kao i dan ranije, zabranjuje svaka izborna promidžba, objavljivanje procjena izbornih rezultata, kao i objavljivanje prethodnih, neslužbenih rezultata izbora.

## Izbori

### Birački odbori
Članovi biračkih odbora u Hrvatskoj za svoj će rad na parlamentarnim izborima 2015. godine dobiti naknadu od 300 kuna po osobi, a predsjednik i njegov zamjenik po 350 kuna.Birački odbor ima deset članova, predsjednika i četiri člana te njihove zamjenike. Po dva člana i zamjenika određuje većinska politička stranka ili koalicija, a po dva člana i zamjenika oporbene stranke ili koalicije sukladno stranačkom sastavu Sabora. Predsjednik i njegov zamjenik ne smiju biti članovi stranaka, a poželjno je da budu pravne struke. Za inozemstvo, gdje se glasuje dva dana, u subotu i nedjelju, naknade su veće. Za predsjednika i zamjenika predsjednika biračkog odbora u BiH, Njemačkoj i Srbiji jednokratna naknada iznosi 500 kuna po osobi, a za članove i njihove zamjenike po 450 kuna. U ostalim zemljama, predsjednik i njegov zamjenik dobit će po 450, a članovi i zamjenici po 400 kuna naknade. Planirani trošak za naknade iznosi 43,3 milijuna kuna bruto, a naknade će se isplaćivati po završetku izbora, poručuje DIP.
U Hrvatskoj i inozemstvu za parlamentarne izbore određeno je nešto manje od sedam tisuća biračkih mjesta, a svako ima svoj birački odbor.

### Rezultati izbora
Na izborima za Hrvatski sabor održanim u nedjelju, 8. studenoga 2015. godine HDZ-ova Domoljubna koalicija relativni je izborni pobjednik s osvojenih 59 mandata, iznenađenje izbora je Most nezavisnih lista s 19 mandata. SDP-ova koalicija Hrvatska raste ima 56 mandata, IDS tri, HDSSB i stranka Milana Bandića po dva, po jedan Uspješna Hrvatska i Živi zid. DIP je u ponedjeljak, 9. studenoga 2015. do podneva obradio 99,9 % redovitih biračkih mjesta, odnosno njih 6.680 od 6.687. U nedjelju 15. studenoga 2015. godine izbori će se ponoviti na sedam biračkih mjesta, nakon čega će Državno izborno povjerenstvo objaviti potpune i konačne izborne rezultate. Nakon obrade ponovljenih izbora na sedam biračkih mjesta te isteka ustavnih rokova za žalbe DIP je 23. studenoga 2015. godine objavio konačne rezultate izbora, koji se podatkovno po osvojenim mandatima ne razlikuju nikako od privremenih objavljenih 2 tjedna ranije, nego su u konačnom izviješću navedena imena izabranih zastupnika i detaljna raspodjela glasova po kandidatima. Dan kasnije rezultati su predani predsjednici Republike Hrvatske, Kolindi Grabar-Kitarović te po završetku konzultacija Predsjednice s parlamentarnim strankama slijedi imenovanja mandatara ili raspisivanje novih izbora. Predsjednica Republike sazvala je 26. studenoga 2015. godine konstituirajuću sjednicu 8. saziva Hrvatskoga sabora za 3. prosinca 2015. godine.
| Stranka                                                | Stranka                                        | Glasovi   | Glasovi | Mandati | Mandati |
| Stranka                                                | Stranka                                        | Ukupno    | %       | Ukupno  | +/−     |
| ------------------------------------------------------ | ---------------------------------------------- | --------- | ------- | ------- | ------- |
|                                                        | Domoljubna koalicija                           | 771.070   | 34,64   | 59      | 10      |
|                                                        | Koalicija Hrvatska raste                       | 742.909   | 33,38   | 56      | ▼18     |
|                                                        | Most nezavisnih lista (Most)                   | 303.564   | 13,64   | 19      | nova    |
|                                                        | IDS                                            | 42.193    | 1,90    | 3       | ±0      |
|                                                        | Bandić Milan 365 – Stranka rada i solidarnosti | 75.527    | 3,39    | 2       | nova    |
|                                                        | HDSSB                                          | 30.443    | 1,37    | 2       | ▼4      |
|                                                        | Živi zid                                       | 94.877    | 4,26    | 1       | nova    |
|                                                        | Uspješna Hrvatska                              | 34.905    | 1,57    | 1       | nova    |
|                                                        | Nacionalne manjine                             | —         | —       | 8       | ±0      |
|                                                        | Ostali                                         | 130.435   | 5,86    | —       | ▼3      |
| Ukupno                                                 | Ukupno                                         | 2.225.923 | 100,00  | 151     |         |
| Važeći glasovi                                         | Važeći glasovi                                 | 2.225.923 | 98,26   |         |         |
| Nevažeći glasovi                                       | Nevažeći glasovi                               | 39.367    | 1,74    |         |         |
| Izlaznost                                              | Izlaznost                                      | 2.265.290 | 63,06   |         |         |
| Broj birača                                            | Broj birača                                    | 3.592.341 | 100,00  |         |         |
| Izvor: Državno izborno povjerenstvo Republike Hrvatske |                                                |           |         |         |         |

### Po političkim strankama
| Koalicija          | Koalicija                | Stranka                      | Mandati stranke | Mandati koalicije |
| ------------------ | ------------------------ | ---------------------------- | --------------- | ----------------- |
|                    | Domoljubna koalicija     | HDZ                          | 49              | 59                |
| HSP AS             | Domoljubna koalicija     | 3                            |                 | 59                |
| HSLS               | Domoljubna koalicija     | 2                            |                 | 59                |
| HSS                | Domoljubna koalicija     | 2                            |                 | 59                |
| HRAST              | Domoljubna koalicija     | 1                            |                 | 59                |
| HDS                | Domoljubna koalicija     | 1                            |                 | 59                |
| BUZ                | Domoljubna koalicija     | 1                            |                 | 59                |
|                    | Koalicija Hrvatska raste | SDP                          | 42              | 56                |
| HNS                | Koalicija Hrvatska raste | 9                            |                 | 56                |
| Hrvatski laburisti | Koalicija Hrvatska raste | 3                            |                 | 56                |
| HSU                | Koalicija Hrvatska raste | 2                            |                 | 56                |
|                    | Koalicija Mosta          | Most                         | 15              | 19                |
| HRID               | Koalicija Mosta          | 2                            |                 | 19                |
| NLSP               | Koalicija Mosta          | 1                            |                 | 19                |
| Gordana Rusak      | Koalicija Mosta          | 1                            |                 | 19                |
|                    | IDS                      | IDS                          | 3               | 3                 |
|                    | BM 365                   | BM 365                       | 2               | 2                 |
|                    | HDSSB                    | HDSSB                        | 2               | 2                 |
|                    | Živi zid                 | Živi zid                     | 1               | 1                 |
|                    | Uspješna Hrvatska        | Narodna stranka - Reformisti | 1               | 1                 |
|                    | Nacionalne manjine       | SDSS                         | 3               | 8                 |
| nezavisni          | Nacionalne manjine       | 5                            |                 | 8                 |
| Ukupno             | Ukupno                   | Ukupno                       | 151             | 151               |

## Zanimljivosti
- U prosincu 2017., Google je objavio popis najčešće pretraživanih pojmova na svojoj tražilici u Hrvatskoj, prema kojima su Hrvatski parlamentarni izbori 2015. (pretraživani kao "Izbori 2015") bili najpretraživaniji pojam u 2017. godini.[13]

## Vanjske poveznice
- Službene stranice Državnog izbornog povjerenstva Republike Hrvatske